# Bienlein

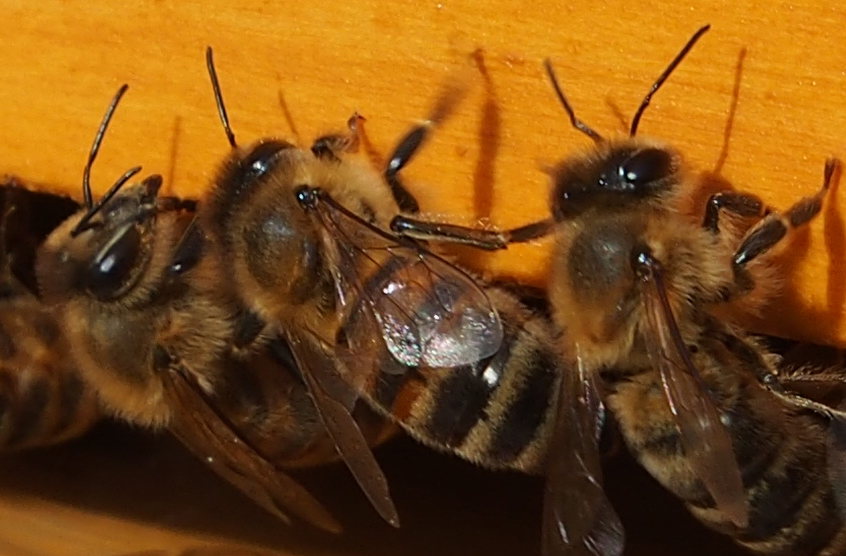
Honigbienen

Bienchen und Bienlein sind die gebräuchlichen Diminutive zu Biene. In der Schweiz und in Liechtenstein sagt man auch Bienli oder Bienle.
Da die Westliche Honigbiene als bekannteste Art aus der Familie der Bienen als liebenswert, fleißig und trotz des giftigen Wehrstachels der weiblichen Tiere als gutmütig gilt, werden die Verkleinerungsformen Bienchen und Bienlein umso mehr mit Freundlichkeit, Beständigkeit, Fleiß und Rechtschaffenheit verbunden. Sie werden daher manchmal als Kosename verwendet, vorwiegend für Mädchen und Frauen.

## BienchenundBienleinin der Kultur

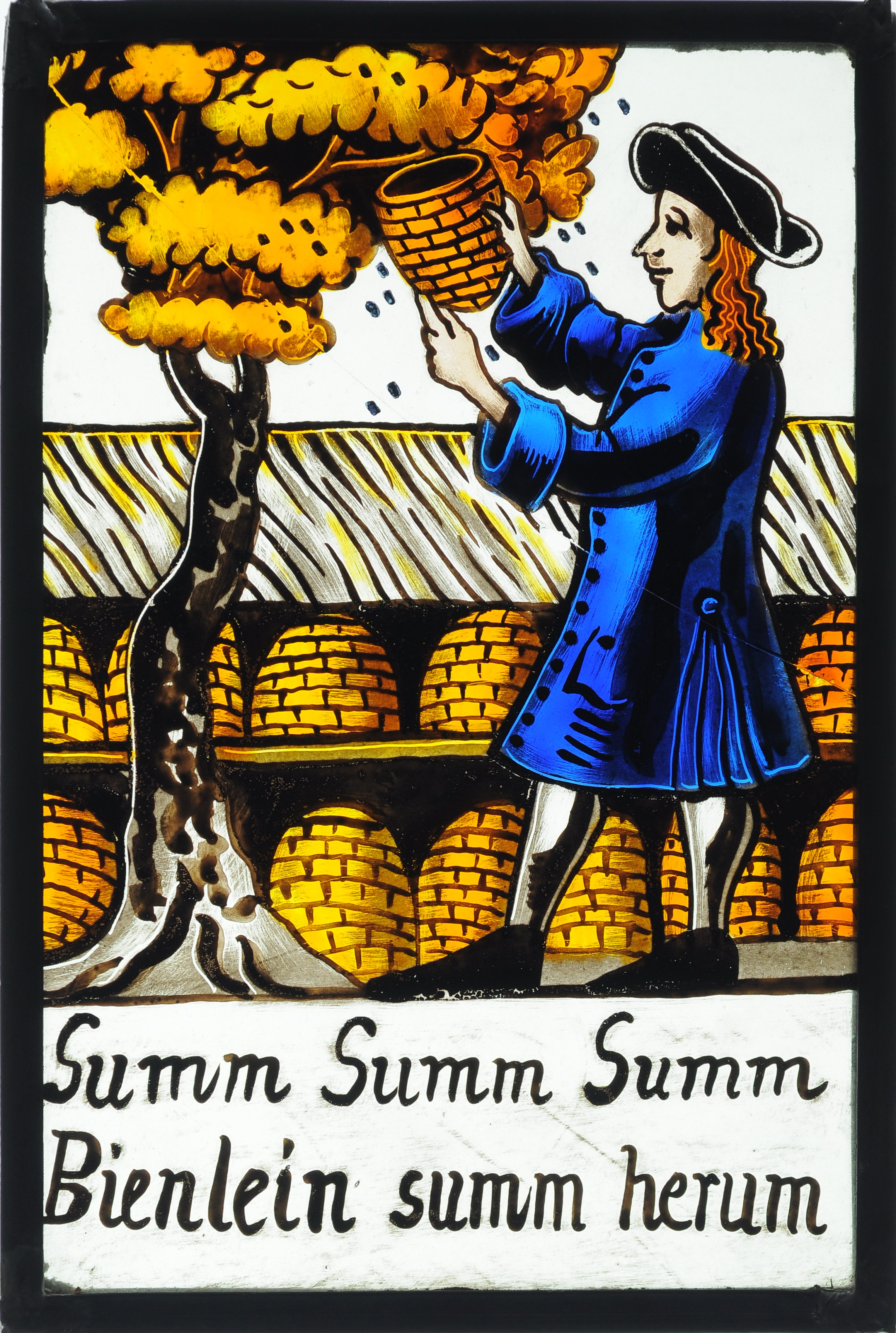
Kopie einer deutschen Bierscheibe von 1753

Bekannt sind die Begriffe Bienchen oder Bienlein vor allem aus dem Kinderlied Summ, summ, summ, das August Heinrich Hoffmann von Fallersleben im Jahr 1843 unter dem Titel Biene nach einer böhmischen Volksweise veröffentlichte. Bei Wilhelm Busch erscheint 1874 ein „Bienlein mit Gebrumm“ in der Gedichtsammlung Kritik des Herzens.
In der deutschen Übersetzung der Comicserie Tim und Struppi tritt wiederkehrend ein Professor namens Balduin Bienlein auf. Auch dieser zeichnet sich vor allem durch Liebenswürdigkeit und Umtriebigkeit aus.
Bienchen war eine Zeichentrickfigur, die von 1961 bis 1962 als Werbetrenner beim Westdeutschen Rundfunk eingesetzt wurde.

## Bienchenin der Pfadfinderbewegung
In der Schweiz heißen die Pfadfinderinnen der Altersstufe 6 oder 7 bis 10 Jahre Bienchen oder Bienli. In manchen Verbänden wurden sie um 2010 den Wölflingen zugeordnet, in anderen als eigene Bezeichnung für die jüngsten Pfadfinderinnen erhalten. In Liechtenstein heißen die jüngsten Pfadfinderinnen (Altersstufe 7 bis 11 Jahre) Bienle.

## Bienchenin der DDR

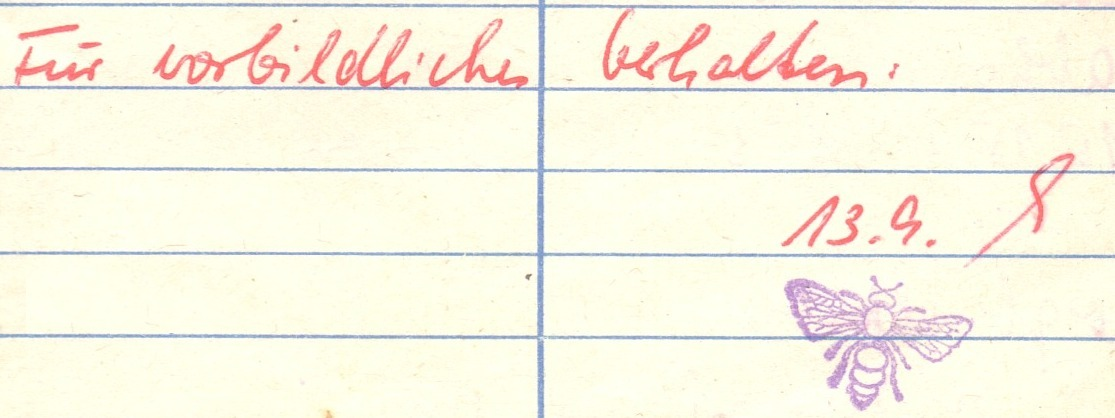
Bienchen-Stempel in einem so genannten Muttiheft (DDR, 1986)

In so genannten Muttiheften wurden in der DDR Lobe und Auszeichnungen für Schulkinder in Form einer eingestempelten, stilisierten Biene dokumentiert, was diesen Einträgen im Sprachgebrauch der DDR ebenfalls den Namen Bienchen (auch Fleißbienchen) einbrachte. Auch heute noch gibt es Motivstempel und Belohnungskarten mit Bienchen-Motiv.
Einige Kindergärten und Kindertagesstätten tragen den Namen Bienchen. In Schönewalde gab es ein Ferienlager mit diesem Namen.